# Remetovac
Remetovac je brdski prijevoj preko Bilogore koji se nalazi u neposrednoj blizini Ćurlovca, Hrvatska. Leži na nadmorskoj visini 238 m. i. J.